# انحياز لانعدام المخاطر
الانحياز لانعدام المخاطر هو الميل إلى تفضيل الإقصاء الكامل للمخاطر بصرف النظر عن وجود الخيارات البديلة التي تساعد في تقليل كبير لهذه المخاطر بشكل عام. غالبًا ما يتجلى ذلك في الحالات التي يتناول فيها صناع القرار المشكلات المتعلقة بالصحة والسلامة والبيئة. لوحظ تأثير هذا الانحياز على صنع القرار في الدراسات الاستقصائية التي تقدم سيناريوهات افتراضية وبعض سياسات العالم الحقيقي مثل الحرب على الإرهاب بدلاً من الحد من مخاطر حوادث المرور أو عنف الأسلحة، وقد فُسِّرت على أنها متأثرة بها. يوجد مثال آخر ينطوي على القرار بتقليل المخاطر في منطقة أحد المديرين على حساب زيادة المخاطر بالنسبة للمنظمة الأكبر.

## تفسير
يعتمد الانحياز لانعدام المخاطر على الطريقة التي يشعر بها الناس بشكل أفضل إذا نجحوا بالتخلص من الخطر بدلاً من مجرد تخفيفه. عرّف العلماء الانحياز لانعدام المخاطر في الردود على الاستبيان حول سيناريو تنظيف افتراضي يشمل موقعين خطيرين (أ وب) حيث تسبب (أ) بثمانية حالات سرطان سنويًا وتسبب (ب) بأربع حالات سنويًا. صنّف المشاركون ثلاث طرق تنظيف: خياران يخفّض كل منهما إجمالي عدد حالات السرطان إلى ستة حالات، بينما يخفّض الثالث عدد الحالات إلى خمسة وينهي الحالات بالكامل في الموقع (ب).
يُظهر الخيار الأخير أسوأ تخفيض إجمالي، إلا إن 42٪ من المجيبين على الاستبيان صنفوه بأنه على الأقل أفضل خيار من بين الخيارات الأخرى. يشبه هذا الاستنتاج أحد الدراسات الاقتصادية السابقة التي وجدت أن الأشخاص كانوا على استعداد لدفع تكاليف عالية للتخلص من المخاطر تمامًا. تملك هذه الدراسة أيضًا مبررًا معياريًا لأنه بمجرد التخلص من المخاطر تمامًا سينخفض قلق الناس، كما أن إزالة القلق هذا له فائدة أيضًا، وهو مدفوع بتفضيلنا للفوز أكثر من الخسارة وكذلك الطريقة القديمة بدلاً من الطريقة الجديدة، وكل ذلك يغيّر طريقة النظر إلى العالم.
لقد قيل إن سياسات العالم الحقيقي المتعددة تتأثر بهذا الانحياز. يُزعم أن بند ديلاني التابع للقانون الأمريكي الذي يحظر إضافات الأطعمة المسببة للسرطان (بغض النظر عن المخاطر الفعلية) والرغبة في التنظيف التام لمواقع الدعم الفائق يركز بشكل مفرط على الإقصاء الكامل. ازداد الجهد اللازم لتنفيذ قوانين انعدام المخاطر في حين مكّن التقدم التكنولوجي من اكتشاف كميات أصغر من المواد الخطرة. خُصصت الموارد المحدودة بشكل متزايد للقضايا قليلة المخاطر.
يستشهد منتقدو نموذج هذا النوع من الانحياز بأنه يميل إلى إهمال الحد من المخاطر بشكل عام، فمثلًا عند القضاء على اثنين من الآثار الجانبية فإنه يؤكد أن القضاء التام على واحدة فقط من هذه الآثار هو الأفضل لخفض الخطر الكلي.

## الأسباب
قد تكمن الانحيازات الأخرى وراء الانحياز لانعدام الخطر. الأول هو الميل إلى التفكير من حيث النسب بدلاً من الاختلافات. يُقدر الانخفاض الأكبر في نسبة الوفيات بأنه أعلى من الانخفاض الأكبر في الوفيات الفعلية. يمكن عندئذٍ النظر إلى هذا الانحياز باعتباره الغاية الأقصى للانحياز الواسع حول الكميات المطبقة على المخاطر. يمكن لتأثيرات التأطير تعزيز الانحياز من خلال التأكيد على نسبة كبيرة في مجموعة صغيرة أو يمكن أن تحاول تخفيف الانحياز من خلال التأكيد على الكميات الإجمالية.